# 1811
Il 1811 (MDCCCXI in numeri romani) è un anno  del XIX secolo.

## Eventi
- Il chimico e farmacista francese Henri Braconnot scopre la chitina.
- Il chimico francese Bernard Courtois scopre lo Iodio.
- Il generale Léopold-Sigismond Hugo viene nominato da Giuseppe Bonaparte governatore di Avila e Segovia.
- 5 febbraio – Giorgio IV inizia i suoi nove anni di reggenza come Principe di Galles.
- 19 febbraio – Battaglia del Gebora: Le truppe francesi del maresciallo Nicolas Soult attraversarono di sorpresa di notte il fiume Gebora e aggirarono le forze nemiche.
- 5 marzo – Battaglia di Barrosa: Vittoria tattica Anglo-spagnola.
- 3-5 maggio – Battaglia di Fuentes de Oñoro: La battaglia, parte della guerra d'indipendenza spagnola, si concluse con una vittoria dell'armata anglo-portoghese ai danni dell'esercito francese.
- 14 maggio – Il Paraguay proclama l'indipendenza dalla Spagna, che diventerà effettiva nel mese di Ottobre.
- 16 maggio – Battaglia di Albuera: Nell'ambito della guerra d'indipendenza spagnola, l'esercito della coalizione anglo-spagnola affrontò le truppe francesi presso il villaggio di Albuera. Entrambi gli schieramenti subirono forti perdite nella battaglia che seguì, ma i francesi furono infine obbligati a ritirarsi.
- 17 giugno – Parigi: Apertura del Concilio nazionale francese, voluto da Napoleone con l'opposizione di Pio VII, sciolto il 12 luglio per la solidarietà di tutti i 90 vescovi presenti. Riconvocato poi il 3 agosto.
- 5 luglio – Il Venezuela è la prima nazione sudamericana a ottenere ufficialmente l'indipendenza dalla Spagna.
- 8 novembre – Il comune di Sacconago è unito una prima volta al comune di Busto Arsizio.

## Nati
Ci sono circa 380 voci su persone nate nel 1811; vedi la pagina Nati nel 1811 per un elenco descrittivo o la categoria Nati nel 1811 per un indice alfabetico.

## Morti

### Gennaio
- 8 gennaio - Samuel Story, ammiraglio olandese (n. 1752)
- 10 gennaio - Marie-Joseph Chénier, poeta, drammaturgo e politico francese (n. 1764)
- 10 gennaio - Martin Ferdinand Quadal, pittore, incisore e docente austriaco (n. 1736)
- 11 gennaio - Christoph Friedrich Nicolai, scrittore e editore tedesco (n. 1733)
- 12 gennaio - Mahmud Shah III di Johor, sovrano malese (n. 1756)
- 13 gennaio - Giovanni Battista Canaveri, vescovo cattolico italiano (n. 1753)
- 21 gennaio - Jean Chalgrin, architetto francese (n. 1739)
- 23 gennaio - Leonardo Antonelli, cardinale e vescovo cattolico italiano (n. 1730)
- 23 gennaio - Pedro Caro, generale spagnolo (n. 1761)
- 26 gennaio - Johann Thomas Ludwig Wehrs, teologo tedesco (n. 1751)
- 28 gennaio - Jean-Arnaud Raymond, architetto francese (n. 1742)
- 30 gennaio - Giuseppe Pisano, brigante italiano (n. 1784)

### Febbraio
- 3 febbraio - Johann Beckmann, scienziato e docente tedesco (n. 1739)
- 5 febbraio - Luigia Giuli Vaccolini, artista italiana (n. 1749)
- 8 febbraio - Carlo Francesco di Valperga, politico, militare e diplomatico italiano (n. 1727)
- 9 febbraio - Nevil Maskelyne, astronomo britannico (n. 1732)
- 9 febbraio - Giuseppe Russo, brigante italiano (n. 1781)
- 13 febbraio - Francesco Maria Locatelli, cardinale e vescovo cattolico italiano (n. 1727)
- 13 febbraio - Paolo Mancuso, brigante italiano (n. 1782)
- 23 febbraio - Giacomo Trombara, architetto italiano (n. 1741)
- 24 febbraio - György Bessenyei, scrittore e filosofo ungherese (n. 1747)
- 26 febbraio - Mateo de Toro Zambrano, generale spagnolo (n. 1727)
- 29 febbraio - Antonio Colacino, brigante italiano (n. 1787)

### Marzo
- 1º marzo - Jean-Simon Berthélemy, pittore francese (n. 1743)
- 1º marzo - Charles Marsham, I conte di Romney, politico inglese (n. 1744)
- 3 marzo - Friedrich Heinrich Wiggers, botanico tedesco (n. 1746)
- 4 marzo - Mariano Moreno, politico, giurista e giornalista argentino (n. 1778)
- 7 marzo - Juraj Fándly, scrittore, presbitero e entomologo slovacco (n. 1750)
- 10 marzo - Cristoforo Poggiali, bibliotecario e presbitero italiano (n. 1721)
- 13 marzo - Bernard Dubourdieu, ufficiale francese (n. 1773)
- 14 marzo - Augustus FitzRoy, III duca di Grafton, nobile e politico britannico (n. 1735)
- 14 marzo - Tommaso Puccini, gallerista italiano (n. 1749)
- 15 marzo - Giuseppe Duodo, militare italiano (n. 1757)
- 19 marzo - Antoine-Eléonore-Léon Le Clerc de Juigné, arcivescovo cattolico francese (n. 1728)
- 19 marzo - František Adam Míča, compositore ceco (n. 1746)
- 20 marzo - Charles Erskine of Kellie, cardinale italiano (n. 1739)
- 21 marzo - Ippolito Antonio Vincenti Mareri, cardinale e arcivescovo cattolico italiano (n. 1738)
- 24 marzo - Antonio De Boni, architetto italiano (n. 1739)

### Aprile
- 1º aprile - Giuseppe Maria Bozzoli, gesuita, traduttore e teologo italiano (n. 1724)
- 3 aprile - Pieter-Jozef Verhaghen, pittore fiammingo (n. 1728)
- 5 aprile - Costantino Cedini, pittore italiano (n. 1741)
- 7 aprile - Dositej Obradović, scrittore, filosofo e linguista serbo (n. 1742)
- 7 aprile - Jean-Baptiste Pussin, medico e infermiere francese (n. 1745)
- 11 aprile - Matteo Procopio, filologo, presbitero e letterato italiano (n. 1753)
- 12 aprile - D'Ewes Coke, filantropo e presbitero inglese (n. 1747)
- 15 aprile - Caroline Rudolphi, educatrice e poetessa tedesca (n. 1753)
- 17 aprile - Alexander Duff, III conte di Fife, nobile scozzese (n. 1731)
- 18 aprile - Luisa d'Assia, principessa (n. 1779)
- 19 aprile - Ivan Andreevič Osterman, politico russo (n. 1725)
- 30 aprile - Charles Antoine Liébault, militare francese (n. 1771)

### Maggio
- 1º maggio - Filippo Lopez y Royo, arcivescovo cattolico italiano (n. 1728)
- 1º maggio - Angelo Scarabelli Manfredi Pedocca, politico, ingegnere e militare italiano (n. 1742)
- 3 maggio - Giovanni Vincenzo Bolgeni, gesuita e teologo italiana (n. 1733)
- 4 maggio - Nikolaj Michajlovič Kamenskij, generale russo (n. 1776)
- 7 maggio - Richard Cumberland, scrittore e drammaturgo inglese (n. 1732)
- 14 maggio - Anthony Ashley-Cooper, V conte di Shaftesbury, nobile britannico (n. 1761)
- 28 maggio - Henry Dundas, I visconte Melville, giurista e politico scozzese (n. 1742)

### Giugno
- 3 giugno - Henry Herbert, I conte di Carnarvon, nobile e politico britannico (n. 1741)
- 10 giugno - Michail Rumjancev-Zadunajskij, generale russo (n. 1751)
- 10 giugno - Carlo Federico di Baden, sovrano tedesco (n. 1728)
- 13 giugno - Giorgio Castagna Giannone, medico italiano (n. 1737)
- 15 giugno - Giuseppe Angelini, scultore italiano (n. 1735)
- 25 giugno - Joseph-Alphonse Esménard, poeta e critico d'arte francese (n. 1769)
- 26 giugno - Juan Aldama, rivoluzionario messicano (n. 1774)

### Luglio
- 13 luglio - Pierre Laujon, paroliere e drammaturgo francese (n. 1727)
- 14 luglio - José Mariano da Conceição Vellozo, botanico brasiliano (n. 1742)
- 17 luglio - Christian Schkuhr, botanico tedesco (n. 1741)
- 19 luglio - Raphael Bienvenu Sabatier, chirurgo francese (n. 1732)
- 20 luglio - Jean-François de Bourgoing, diplomatico, traduttore e scrittore francese (n. 1748)
- 27 luglio - George Townshend, II marchese Townshend, nobile e politico inglese (n. 1753)
- 28 luglio - Heinrich Joseph von Collin, poeta e drammaturgo austriaco (n. 1771)
- 29 luglio - William Cavendish, V duca di Devonshire, nobile e politico inglese (n. 1748)
- 30 luglio - Jem Belcher, pugile inglese (n. 1781)
- 30 luglio - Miguel Hidalgo y Costilla, rivoluzionario e religioso messicano (n. 1753)

### Agosto
- 2 agosto - Guillaume du Barry, nobile francese (n. 1732)
- 12 agosto - John Acton, politico e militare britannico (n. 1736)
- 12 agosto - Ignazio Laugier, avvocato e politico italiano (n. 1768)
- 13 agosto - Giuseppe Ceccarini, pittore italiano (n. 1742)
- 20 agosto - Bernardo Maria Carenzoni, vescovo cattolico italiano (n. 1748)
- 21 agosto - Barbara Zdunk, polacca (n. 1769)
- 22 agosto - Juan de Villanueva, architetto spagnolo (n. 1739)
- 23 agosto - Friedrich Wilhelm von Buxhoeveden, generale russo (n. 1750)
- 26 agosto - Thomas Fitzsimons, politico statunitense (n. 1741)
- 30 agosto - Michel Ordener, generale francese (n. 1755)
- 31 agosto - Louis-Antoine de Bougainville, esploratore, navigatore e ammiraglio francese (n. 1729)

### Settembre
- 4 settembre - Matsumura Goshun, pittore giapponese (n. 1752)
- 8 settembre - Alexander Anderson, chirurgo e botanico scozzese (n. 1748)
- 8 settembre - Peter Simon Pallas, biologo, zoologo e botanico tedesco (n. 1741)
- 8 settembre - Andrejan Dmitrievič Zacharov, architetto russo (n. 1761)
- 12 settembre - Antonín Theodor Colloredo-Waldsee, cardinale e arcivescovo cattolico austriaco (n. 1729)
- 15 settembre - Vincenzo Raimondini, scienziato, geologo e mineralogista italiano (n. 1758)
- 16 settembre - Jacob Adam, incisore austriaco (n. 1748)
- 17 settembre - Anna Maria Zwanziger, assassina seriale tedesca (n. 1760)
- 18 settembre - Jean-Baptiste Réveillon, imprenditore francese (n. 1725)
- 18 settembre - André Rigaud, militare e politico haitiano (n. 1761)
- 22 settembre - Ferdinand Tige, militare e politico ungherese (n. 1722)
- 27 settembre - Aleksandr Sergeevič Stroganov, nobile e politico russo (n. 1733)
- 30 settembre - Thomas Percy, poeta, antiquario e religioso inglese (n. 1729)

### Ottobre
- 1º ottobre - Teresa Ciamagnini Fabbroni, letterata e socialite italiana (n. 1763)
- 5 ottobre - Adolf Ulrik Wertmüller, pittore svedese (n. 1751)
- 9 ottobre - Filippo Casoni, cardinale e arcivescovo cattolico italiano (n. 1733)
- 10 ottobre - Giovanni Ludovico di Wallmoden-Gimborn, generale inglese (n. 1736)
- 11 ottobre - Giuseppe Manzoni, presbitero, scrittore e poeta italiano (n. 1742)
- 15 ottobre - Nathaniel Dance-Holland, pittore inglese (n. 1735)

### Novembre
- 9 novembre - Giuseppe Maria Terreni, pittore italiano (n. 1739)
- 13 novembre - Friedrich Jacob Bast, diplomatico e grecista francese (n. 1771)
- 15 novembre - Giuseppe Pignatelli, presbitero e gesuita spagnolo (n. 1737)
- 20 novembre - Sebastiano Giuseppe Danna, generale italiano (n. 1757)
- 21 novembre - Heinrich von Kleist, drammaturgo, poeta e scrittore tedesco (n. 1777)
- 24 novembre - Benedetto Bono, politico e avvocato italiano (n. 1765)
- 26 novembre - Caroline Russell, nobildonna inglese (n. 1743)
- 27 novembre - Gaspar Melchor de Jovellanos, politico, scrittore e filosofo spagnolo (n. 1744)
- 28 novembre - Caterina di Schleswig-Holstein-Sonderburg-Beck, nobildonna tedesca (n. 1750)

### Dicembre
- 8 dicembre - Elizabeth Arnold Hopkins Poe, attrice teatrale inglese (n. 1787)
- 9 dicembre - Friedrich Lothar von Stadion, politico, diplomatico e religioso tedesco (n. 1761)
- 10 dicembre - Pietro Gelalich, corsaro dalmata
- 17 dicembre - Louis Abel Beffroy De Reigny, drammaturgo e giornalista francese (n. 1757)
- 21 dicembre - Orazio Della Torre, vescovo cattolico italiano (n. 1742)
- 21 dicembre - Luisa di Brandeburgo-Schwedt, nobile (n. 1750)
- 22 dicembre - François Devosge, scultore e pittore francese (n. 1732)
- 23 dicembre - Ivan Sergeevič Barjatinskij, diplomatico russo (n. 1738)
- 24 dicembre - Marco Lastri, presbitero, scrittore e critico letterario italiano (n. 1731)
- 24 dicembre - Gregorio García de la Cuesta, generale spagnolo (n. 1741)
- 26 dicembre - George William Smith, politico statunitense (n. 1762)
- 30 dicembre - Girolamo Francesco Cristiani, ingegnere e economista italiano (n. 1731)

### Senza giorno specificato
- Giacomo Acerbi, ufficiale e imprenditore italiano (n. 1731)
- Jakob Adam, incisore austriaco (n. 1748)
- Ignacio Allende, militare messicano (n. 1769)
- Guillaume Beneman, ebanista francese (n. 1750)
- Félix Boisselier, pittore francese (n. 1787)
- Serafino Calindri, storico e presbitero italiano (n. 1733)
- Isaac Cruikshank, illustratore britannico (n. 1764)
- Heinrich von Crumpipen, politico, diplomatico e nobile belga (n. 1738)
- Domingo de Petrés, architetto spagnolo (n. 1759)
- Nicolas de Fassin, pittore belga (n. 1728)
- William Fawkener, diplomatico inglese (n. 1750)
- Joseph Fuos, pastore protestante e scrittore tedesco (n. 1739)
- Francesco Gritti, poeta, scrittore e magistrato italiano (n. 1740)
- Henry Hope, banchiere olandese (n. 1735)
- Vincenzo Lante Montefeltro della Rovere, VI duca di Bomarzo, nobile italiano (n. 1760)
- Eugenio Orsatelli, generale italiano (n. 1768)
- Niccolò Paccanari, presbitero italiano (n. 1786)
- Barbara Ployer, pianista austriaca (n. 1765)
- Sa'id bin Ahmad, sovrano omanita
- Ulrich Jasper Seetzen, esploratore tedesco (n. 1767)
- Emanuele Andrea Tagliafichi, architetto italiano (n. 1729)
- Samuel Taylor, inventore inglese
- Benjamin Vulliamy, orologiaio britannico (n. 1747)
- Nicolau Tolentino de Almeida, scrittore portoghese (n. 1748)
- Juan José de Lezica, politico spagnolo (n. 1747)
- Vincent Jansz van der Vinne, pittore olandese (n. 1736)

## Calendario
| Calendario 1811 | Calendario 1811 | Calendario 1811 | Calendario 1811 | Calendario 1811 | Calendario 1811 | Calendario 1811 | Calendario 1811 | Calendario 1811 | Calendario 1811 | Calendario 1811 | Calendario 1811 | Calendario 1811 | Calendario 1811 | Calendario 1811 | Calendario 1811 | Calendario 1811 | Calendario 1811 | Calendario 1811 | Calendario 1811 | Calendario 1811 | Calendario 1811 | Calendario 1811 | Calendario 1811 | Calendario 1811 | Calendario 1811 | Calendario 1811 | Calendario 1811 | Calendario 1811 | Calendario 1811 | Calendario 1811 | Calendario 1811 | Calendario 1811 |
| --------------- | --------------- | --------------- | --------------- | --------------- | --------------- | --------------- | --------------- | --------------- | --------------- | --------------- | --------------- | --------------- | --------------- | --------------- | --------------- | --------------- | --------------- | --------------- | --------------- | --------------- | --------------- | --------------- | --------------- | --------------- | --------------- | --------------- | --------------- | --------------- | --------------- | --------------- | --------------- | --------------- |
|                 | 1               | 2               | 3               | 4               | 5               | 6               | 7               | 8               | 9               | 10              | 11              | 12              | 13              | 14              | 15              | 16              | 17              | 18              | 19              | 20              | 21              | 22              | 23              | 24              | 25              | 26              | 27              | 28              | 29              | 30              | 31              |                 |
| Gennaio         | Ma              | Me              | Gi              | Ve              | Sa              | Do              | Lu              | Ma              | Me              | Gi              | Ve              | Sa              | Do              | Lu              | Ma              | Me              | Gi              | Ve              | Sa              | Do              | Lu              | Ma              | Me              | Gi              | Ve              | Sa              | Do              | Lu              | Ma              | Me              | Gi              |                 |
| Febbraio        | Ve              | Sa              | Do              | Lu              | Ma              | Me              | Gi              | Ve              | Sa              | Do              | Lu              | Ma              | Me              | Gi              | Ve              | Sa              | Do              | Lu              | Ma              | Me              | Gi              | Ve              | Sa              | Do              | Lu              | Ma              | Me              | Gi              |                 |                 |                 |                 |
| Marzo           | Ve              | Sa              | Do              | Lu              | Ma              | Me              | Gi              | Ve              | Sa              | Do              | Lu              | Ma              | Me              | Gi              | Ve              | Sa              | Do              | Lu              | Ma              | Me              | Gi              | Ve              | Sa              | Do              | Lu              | Ma              | Me              | Gi              | Ve              | Sa              | Do              |                 |
| Aprile          | Lu              | Ma              | Me              | Gi              | Ve              | Sa              | Do              | Lu              | Ma              | Me              | Gi              | Ve              | Sa              | Do              | Lu              | Ma              | Me              | Gi              | Ve              | Sa              | Do              | Lu              | Ma              | Me              | Gi              | Ve              | Sa              | Do              | Lu              | Ma              |                 |                 |
| Maggio          | Me              | Gi              | Ve              | Sa              | Do              | Lu              | Ma              | Me              | Gi              | Ve              | Sa              | Do              | Lu              | Ma              | Me              | Gi              | Ve              | Sa              | Do              | Lu              | Ma              | Me              | Gi              | Ve              | Sa              | Do              | Lu              | Ma              | Me              | Gi              | Ve              |                 |
| Giugno          | Sa              | Do              | Lu              | Ma              | Me              | Gi              | Ve              | Sa              | Do              | Lu              | Ma              | Me              | Gi              | Ve              | Sa              | Do              | Lu              | Ma              | Me              | Gi              | Ve              | Sa              | Do              | Lu              | Ma              | Me              | Gi              | Ve              | Sa              | Do              |                 |                 |
| Luglio          | Lu              | Ma              | Me              | Gi              | Ve              | Sa              | Do              | Lu              | Ma              | Me              | Gi              | Ve              | Sa              | Do              | Lu              | Ma              | Me              | Gi              | Ve              | Sa              | Do              | Lu              | Ma              | Me              | Gi              | Ve              | Sa              | Do              | Lu              | Ma              | Me              |                 |
| Agosto          | Gi              | Ve              | Sa              | Do              | Lu              | Ma              | Me              | Gi              | Ve              | Sa              | Do              | Lu              | Ma              | Me              | Gi              | Ve              | Sa              | Do              | Lu              | Ma              | Me              | Gi              | Ve              | Sa              | Do              | Lu              | Ma              | Me              | Gi              | Ve              | Sa              |                 |
| Settembre       | Do              | Lu              | Ma              | Me              | Gi              | Ve              | Sa              | Do              | Lu              | Ma              | Me              | Gi              | Ve              | Sa              | Do              | Lu              | Ma              | Me              | Gi              | Ve              | Sa              | Do              | Lu              | Ma              | Me              | Gi              | Ve              | Sa              | Do              | Lu              |                 |                 |
| Ottobre         | Ma              | Me              | Gi              | Ve              | Sa              | Do              | Lu              | Ma              | Me              | Gi              | Ve              | Sa              | Do              | Lu              | Ma              | Me              | Gi              | Ve              | Sa              | Do              | Lu              | Ma              | Me              | Gi              | Ve              | Sa              | Do              | Lu              | Ma              | Me              | Gi              |                 |
| Novembre        | Ve              | Sa              | Do              | Lu              | Ma              | Me              | Gi              | Ve              | Sa              | Do              | Lu              | Ma              | Me              | Gi              | Ve              | Sa              | Do              | Lu              | Ma              | Me              | Gi              | Ve              | Sa              | Do              | Lu              | Ma              | Me              | Gi              | Ve              | Sa              |                 |                 |
| Dicembre        | Do              | Lu              | Ma              | Me              | Gi              | Ve              | Sa              | Do              | Lu              | Ma              | Me              | Gi              | Ve              | Sa              | Do              | Lu              | Ma              | Me              | Gi              | Ve              | Sa              | Do              | Lu              | Ma              | Me              | Gi              | Ve              | Sa              | Do              | Lu              | Ma              |                 |